# Ápice da bexiga

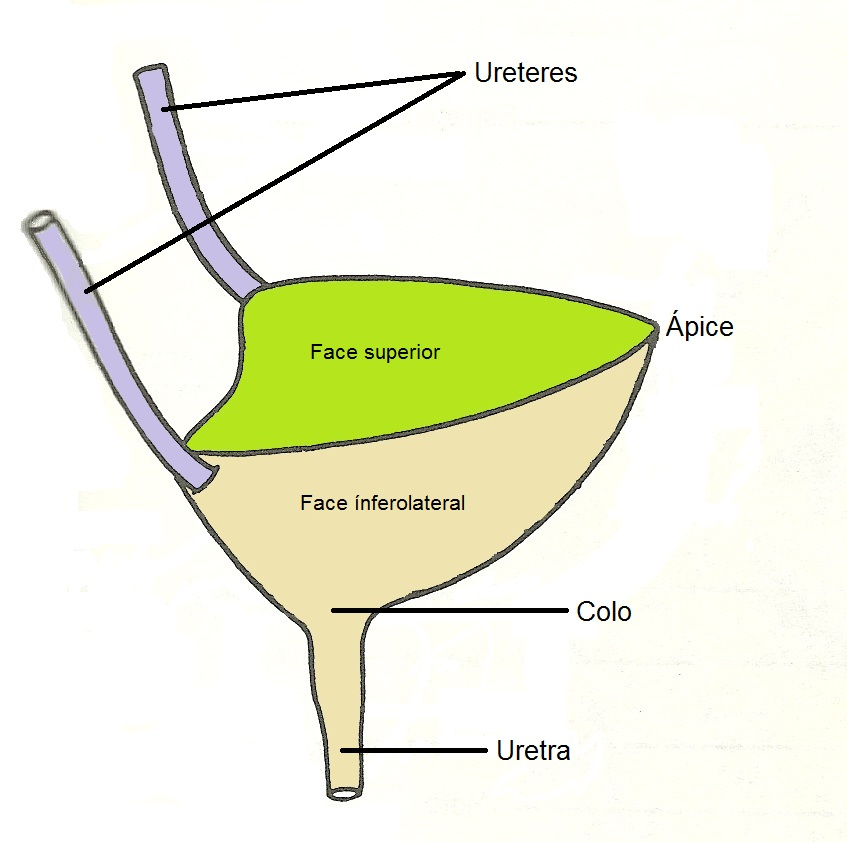
Esquema da bexiga urinária vazia em humanos

Em anatomia humana, o ápice da bexiga urinária, é a região onde ocorre a junção da face superior com as faces ínfero-laterais. A bexiga vazia possui a forma de uma pirâmide triangular, formada por quatro faces: uma face superior, duas faces ínfero-laterais e uma face posterior. O ápice aponta para frente, em direção a sínfise púbica. 